# Ariguaní
Ariguaní là một khu tự quản thuộc tỉnh Magdalena, Colombia. Thủ phủ của khu tự quản Ariguaní đóng tại El Dificil Khu tự quản Ariguaní có diện tích 1403 ki lô mét vuông. Đến thời điểm ngày 28 tháng 5 năm 2005, khu tự quản Ariguaní có dân số 27233 người.